# Catarsi Magazín
Catarsi Magazín és una revista escrita en català de pensament crític i debat polític que combina el format de revista digital i de dos números en paper a l'any. La iniciativa va veure la llum de la mà de l'editorial Tigre de Paper i l'impulsaren un grup de persones provinents del món polític, cultural i acadèmic de l'esquerra radical. El primer número aparegué la primavera de 2019.
El primer congrés «Catarsi. Pensant l'emancipació avui» donà el tret de sortida al projecte. Tingué lloc del 13 al 15 de desembre de 2018 a l'Espai Bota del recinte Fabra i Coats de Barcelona amb ponents com: Néstor Kohan, Núria Gibert, Mari Luz Esteban, Isabel Vallet, Javier Couso, Carles Riera, Houria Bouteldja i Clara Ramas, entre d'altres.